# Liste des inventions et des découvertes japonaises
Voici une liste des inventions et des découvertes japonaises. Bien que les Japonais aient contribué dans un certain nombre de domaines, le pays joue surtout un rôle central dans la révolution numérique depuis les années 1970, avec de nombreuses techniques révolutionnaires et répandues dans les domaines de l'électronique et de la robotique introduites par les entreprises et les entrepreneurs japonais. La culture populaire japonaise, fortement façonnée par ses techniques électroniques, influence également considérablement la jeunesse occidentale.

## Cinéma et animation
Anime
L'animation japonaise, ou anime, aujourd'hui très populaire chez les enfants japonais et occidentaux, et même les adultes, est apparue au début du XXe siècle.
L'Homme sans nom
Un personnage type apparu dans le film Le Garde du corps (1961) d'Akira Kurosawa où il est joué par Toshirō Mifune. Ce type de personnage est repris par Sergio Leone dans ses westerns spaghetti de la Trilogie du dollar (1964-1966) avec Clint Eastwood dans le rôle de l'« Homme sans nom ». Il est aujourd'hui une référence des films chanbara et des westerns ainsi que dans d'autres genres.
Mecha
Le genre mecha dans la science-fiction est apparu au Japon. La première représentation de super robots mechas pilotés de l'intérieur apparaît dans le manga Mazinger Z de Go Nagai en 1972.
Animation/films postcyberpunk
La première œuvre postcyberpunk dans un format animé/film est Ghost in the Shell: Stand Alone Complex en 2002. Elle est considérée comme la « meilleure œuvre média postcyberpunk et la plus intéressante ».
Animation steampunk
Les premiers exemples d'animation steampunk sont les œuvres d'Hayao Miyazaki avec Conan, le fils du futur (1978), Nausicaä de la vallée du vent (1984) et Le Château dans le ciel (1986),.
Superflat
Mouvement d'art contemporain influencé par l'anime, le manga et par la pop-culture japonaise fondé par l'artiste Takashi Murakami.

## Architecture

Château de Nagoya

Château japonais
Forteresses construites principalement en pierre et en bois utilisées pour la défense militaire des endroits stratégiques.
Métabolisme
Mouvement architectural japonais d'après-guerre développé par une grande variété d'architectes japonais comme Kiyonori Kikutake, Kishō Kurokawa ou Fumihiko Maki, le métabolisme vise à fusionner des idées sur les mégastructures de l'architecture avec celles de la croissance biologique organique.
Tahōtō
Forme de pagode japonaise trouvée principalement dans les temples bouddhistes des écoles Shingon et Tendai du bouddhisme Vajrayana. Cette forme est unique parmi les pagodes car elle comprend un nombre pair d'étages (deux).

## Sciences atmosphériques
Rafale descendante
Les rafales descendantes, des courants aériens descendants intenses sous un orage, dont l'écrasement en surface produit des vents violents, divergents et turbulents, ont été découvertes par Ted Fujita.
Échelle de Fujita
Première échelle servant à classer les tornades par ordre de gravité, en fonction des dégâts qu'elles occasionnent, établie par Ted Fujita (en collaboration avec Allen Pearson) en 1971. L'échelle est largement adoptée à travers le monde jusqu'au développement de l'échelle de Fujita améliorée.
Effet Fujiwara
L'effet Fujiwhara est un phénomène résultant de l'interaction entre deux systèmes cycloniques voisins qui crée l'impression d'un système binaire en rotation. L'effet est décrit pour la première fois par Sakuhei Fujiwhara en 1921.
Courant-jet
Les courants-jets sont découverts par le météorologue japonais Ōishi Wasaburō en suivant des ballons-plafonds. Cependant, le travail d'Ōishi passe en grande partie inaperçu à l'extérieur du Japon parce qu'il est publié en espéranto,.
Micro-rafales
Les micro-rafales sont d'abord découvertes et identifiées comme des rafales descendantes à petite échelle affectant une superficie de 4 km de diamètre ou moins par Ted Fujita en 1974. Elles sont reconnues comme capables de générer des vitesses de vent supérieures à 270 km/h. En outre, Fujita a également découvert les macro-rafales et les a classées comme des rafales descendantes affectant plus de 4 km de diamètre.

## Céramique
Porcelaine d'Imari
La porcelaine d'Imari, ou Arita-yaki, est un style de céramique japonaise réalisé dans la ville d'Arita. Jusqu'à la fin du XVIIIe siècle, ces porcelaines sont regroupées et exportées depuis le port d'Imari.

## Littérature
Soucoupe volante

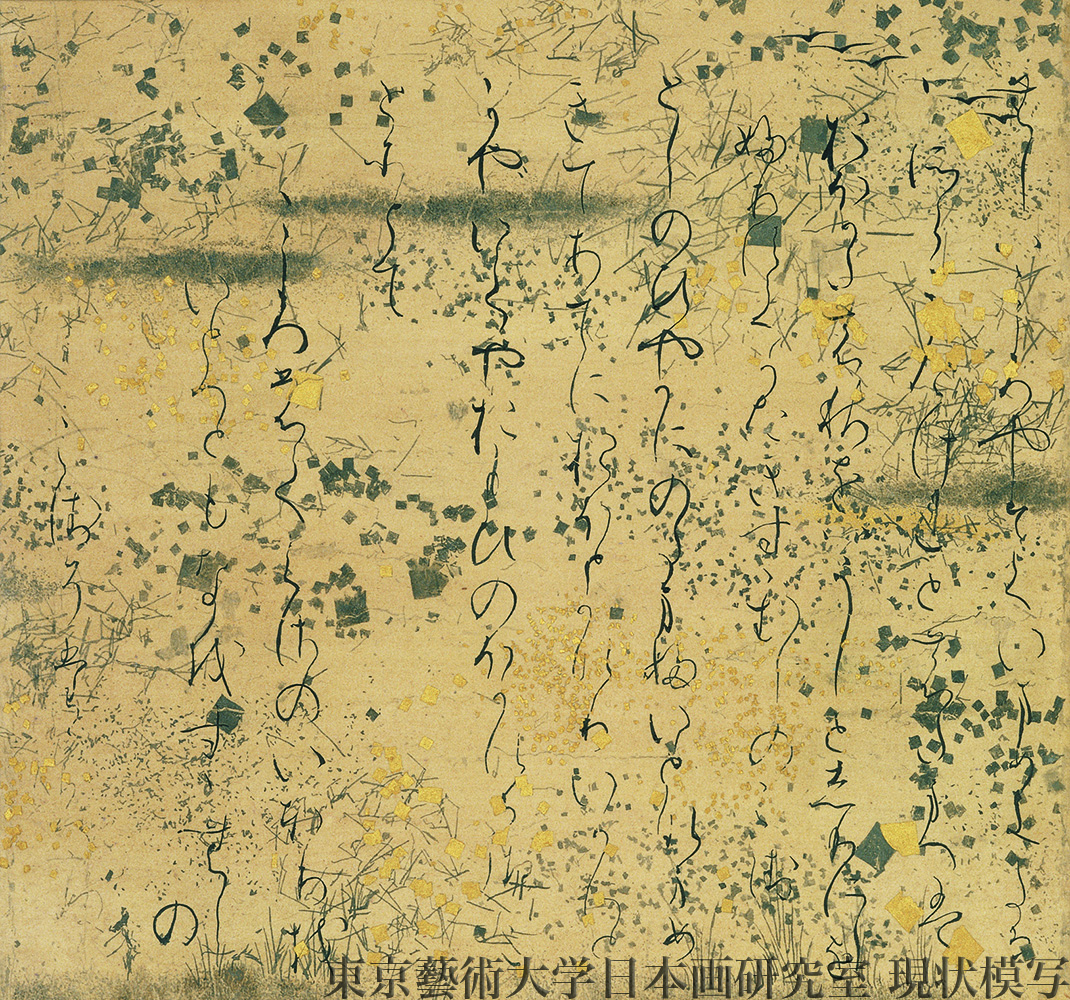
Fragment du plus ancien emaki du Dit du Genji (XIIe siècle).

Une illustration d'un manuscrit japonais du Xe siècle, Le Conte du coupeur de bambou, représente une machine volante ronde semblable à une soucoupe volante.
Roman
Le Dit du Genji, écrit par Murasaki Shikibu au début du XIe siècle, est considéré comme le premier roman en général.
Voyage dans le temps
Un conte d'Urashima Tarō datant du VIIIe siècle est reconnu comme le premier exemple d'une histoire impliquant un voyage dans le temps.

## Sports
Compétition de drift
En 1988, Keiichi Tsuchiya et Daijiro Inada, fondateur et rédacteur en chef du magazine automobile Option (en), organisent la première compétition de drift. En 1996, le magazine Option organise la première compétition à l'extérieur du Japon et la discipline commence à se propager dans d'autres pays.
Voiture radiocommandée
En 1991, l'entreprise Tamiya commercialise un modèle réduit de Nissan Skyline GT-R qui a fait apparaître un marché des voitures radiocommandées au milieu des années 1990,.

### Arts martiaux
Aïkido

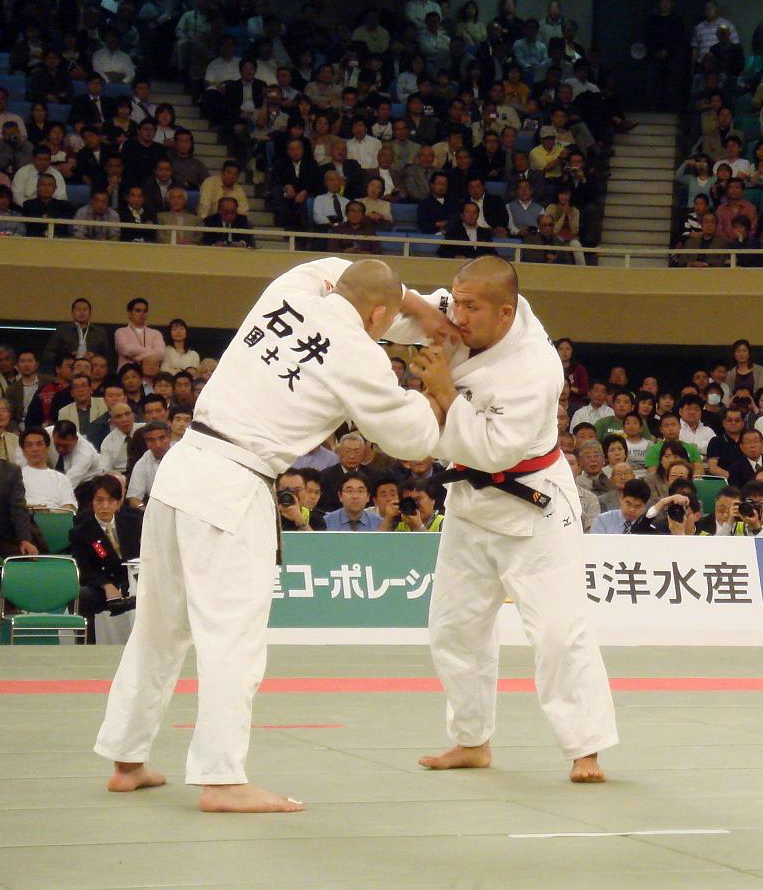
Finale homme au championnat de judo du Japon de 2007.

L'aïkido est créé et développé par Morihei Ueshiba dans la première moitié du XXe siècle.
Ju-jitsu
Le ju-jitsu regroupe différents types d'arts martiaux japonais autant à mains nues qu'armés. Il est apparu chez les samouraïs du Japon féodal comme méthode pour vaincre à mains nues un adversaire armé et protégé par une armure. En raison de l'inefficacité des frappes sur une armure, les méthodes les plus efficaces pour neutraliser un ennemi prennent la forme d'agrippement, d'immobilisation et de jets de l'adversaire. Ces techniques ont été développées à partir du principe de l'utilisation de l'énergie d'un attaquant contre lui, plutôt que de s'y opposer directement.
Karaté
Il apparaît en tant que système de combat commun connu sous le nom de « ti (en) » (ou « te ») parmi la classe pechin du peuple Ryūkyū. Il y a peu de styles formels de « ti » mais plutôt des praticiens ayant leurs propres méthodes. L'un des exemples ayant survécu jusqu'à nos jours est le style de l'école Motobu-ryū (en) transmise de la famille Motobu par Seikichi Uehara. Les plus anciens styles de karaté sont généralement considérés comme étant le Shuri-te, le Naha-te, et le Tomari-te qui tirent leurs noms des trois villes où ils sont apparus.
Ninjutsu
Développé dans les provinces d'Iga et de Kōka. Au cours de l'histoire, de nombreuses écoles différentes (ryū) ont enseigné leur version du ninjustu. L'un de ces exemples est la Togakure-ryū qui se développa après qu'un samouraï vaincu nommé Daisuke Togakure en fuite se réfugia dans la province d'Iga où il entra plus tard en contact avec le moine guerrier Kain Doshi qui lui enseigna une nouvelle vision de la vie et la signification de la survie (ninjutsu).
Arts martiaux okinawais (en)
Au XIVe siècle, quand les trois royaumes d'Okinawa (Chūzan, Hokuzan et Nanzan) devinrent tributaires de la dynastie Ming de Chine, les envoyés impériaux chinois et d'autre Chinois arrivèrent sur l'île, et certains y enseignèrent le Chuan Fa (Kenpō) aux Okinawais. Ceux-ci combinèrent ce style chinois avec leurs arts martiaux existants pour former le Tō-de (唐手, Tū-dī, « Main des Tang »), parfois appelé Okinawa-te (沖縄手). Au XVIIIe siècle, différents types de Te se développent dans trois villages différents Naha, Shuri et Tomari. Les nouveaux styles sont nommés respectivement Naha-te, Shuri-te et Tomari-te. Les pratiquants de ces trois villages en viendront à développer le karaté moderne.
Judo

## Jeu vidéo

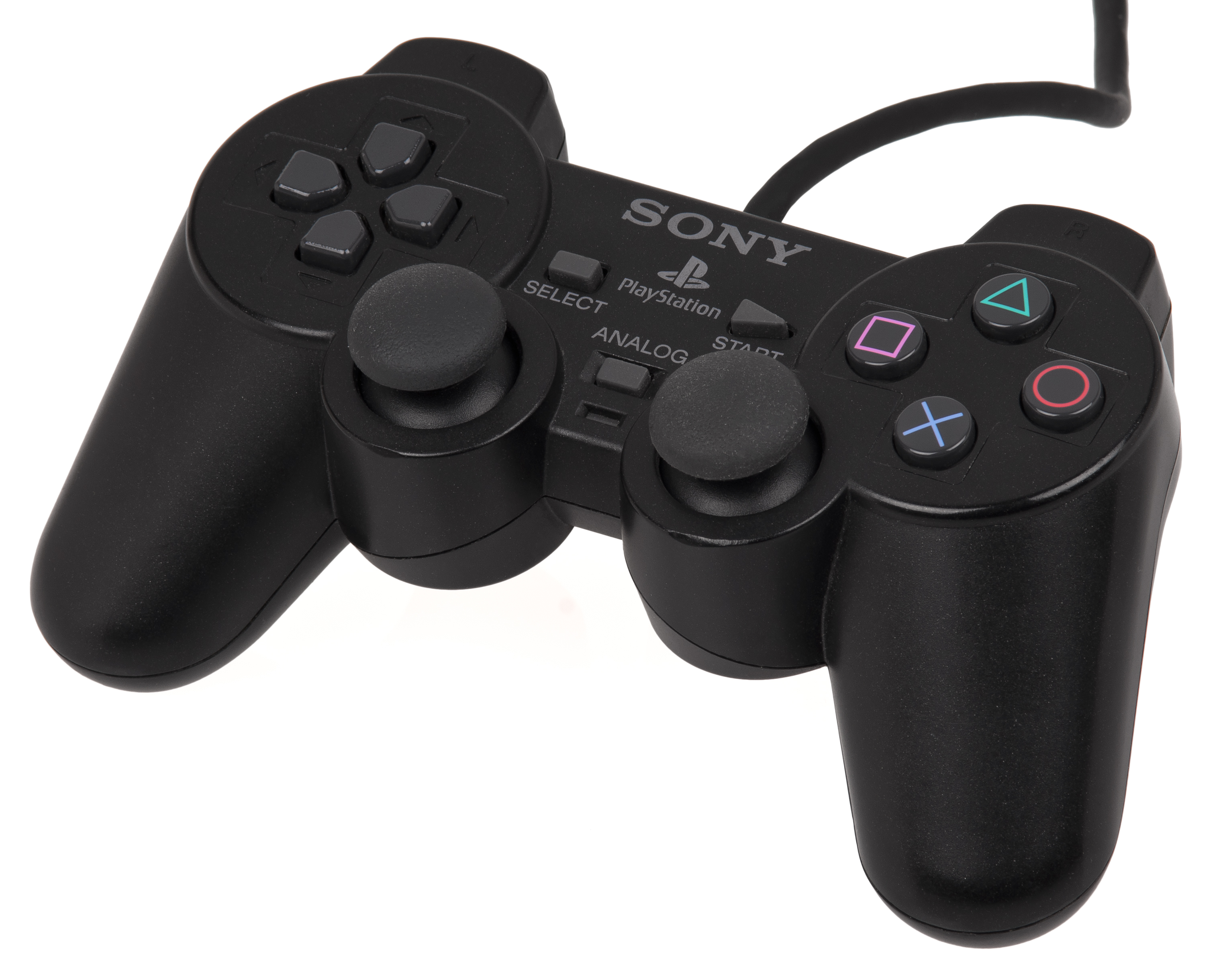
Manette de la PlayStation 2, la console de jeux vidéo la plus vendue de tous les temps.

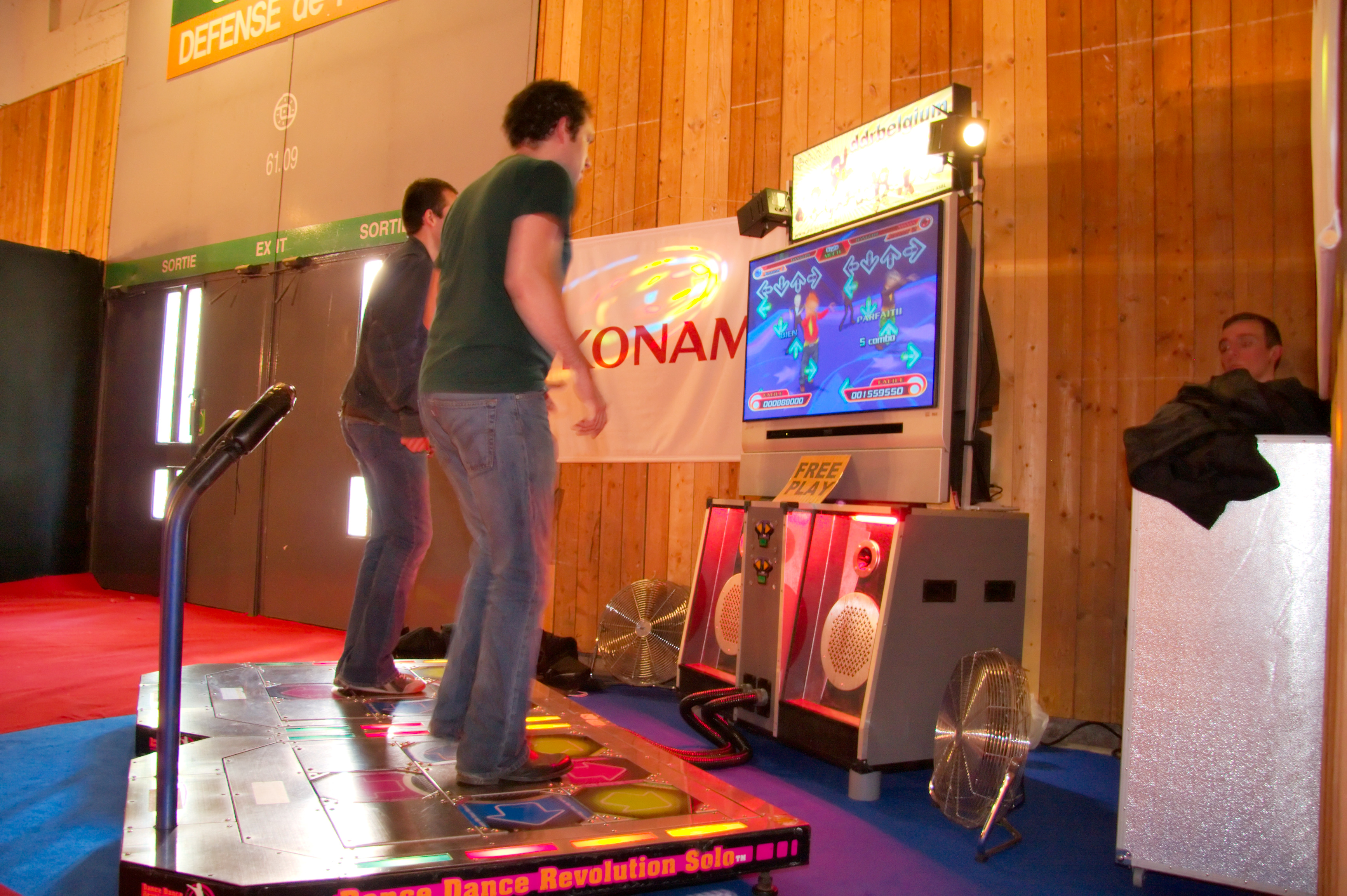
Joueurs de Dance Dance Revolution, l'un des jeux de rythme les plus connus.

Playstation
La console PlayStation de Sony est inventée par Ken Kutaragi. Les recherches et le développement commencent en 1990 et sont dirigés par Kutaragi, ingénieur chez Sony.
Nintendo
Gunpei Yokoi est le créateur de la Game Boy et du Virtual Boy et a travaillé sur la Famicom (et la NES), la série Metroid et les Game Boy Pocket.
Active Time Battle (« Combat en temps actif »)
Hiroyuki Itō introduit le concept des combats en temps actif dans Final Fantasy IV (1991), système à la frontière entre temps réel et tour par tour. L'entreprise Square Co. dépose un brevet aux États-Unis pour le système Active Time Battle le 16 mars 1992 sous le titre « Système de jeu vidéo, méthode et dispositif de contrôle » qui est validé le 21 février 1995. Globalement, ce système est illustré par le remplissage progressif d'une barre affectée à un personnage. Cette barre s'appelle par exemple « Jauge ATB » dans Final Fantasy VII. Lorsque cette jauge est remplie, le personnage associé peut effectuer la (les) action(s) déterminée(s) par le joueur. Le fait que les ennemis peuvent attaquer ou être attaqués à tout moment ajoute de l'intensité au système de combat.
Beat them all (« Frappe-les tous »)
Le premier jeu à mettre en scène des combats de poings est le jeu de boxe Heavyweight Champ (1976) de Sega, mais c'est le jeu de combat Karate Champ (1984) de Data East qui popularise le thème des arts martiaux dans les jeux vidéo. La même année, le jeu Kung-Fu Master, inspiré par les films de kung fu hongkongais, pose les bases des combats à la chaîne sur un écran défilant avec des contrôles simples et des ennemis multiples,. Il est considéré comme le premier jeu de combat à progression. Le jeu Nekketsu Kōha Kunio-kun, sorti en 1986 au Japon, dévie des thèmes des arts martiaux des jeux précédents et introduit le genre de bagarres de rue. Le jeu Renegade (sorti la même année) ajoute une histoire de vengeance issu de l'enfance qui s'avére plus populaire auprès des joueurs que le principe du sport de combat des autres jeux. Renegade définit la norme des futurs jeux de beat them all car il introduit la possibilité de se déplacer horizontalement et verticalement.
Bullet hell (« Enfer de balles »)
Le bullet hell, ou danmaku, est un genre apparaissant au début des années 1990 car les développeurs 2D devaient trouver un moyen de rivaliser avec les jeux 3D qui devenaient de plus en plus populaires à l'époque. Le jeu Batsugun (1993) de Toaplan est considéré comme l'ancêtre du genre bullet hell. La série des Touhou Project est l'une des plus populaires franchises de bullet hell.
Jeu de combat
Le jeu de boxe en noir et blanc Heavyweight Champ (1976) de Sega est le premier jeu vidéo à mettre en scène des combats de poings. Cependant, Karate Champ (1984) de Data East est considéré comme ayant établi et popularisé le genre de combat à un contre un. Il influence Yie Ar Kung-Fu (1985) de Konamiqui reprend les principes de Karate Champ en mettant le joueur en scène contre divers adversaires, chacun avec une apparence et un style de combat uniques,. Le jeu Street Fighter (1987) de Capcom introduit l'usage de mouvements spéciaux que ne peuvent être découverts qu'en expérimentant les contrôles de jeu. Street Fighter II (1991) établi les conventions du genre de jeu de combat et, alors que les jeux précédents ne permettaient aux joueurs que d'affronter des adversaires contrôlés par l'ordinateur, Street Fighter II permet pour la première fois aux joueurs de s'affronter entre eux.
Jeu de plates-formes
Le jeu d'arcade Space Panic de 1980 est parfois considéré comme le premier jeu de plates-formes. Il s'agit clairement d'une influence du genre, avec un système de jeu axé sur les échelles d'escalade entre différents étages, un élément commun dans de nombreux jeux de plates-formes postérieurs. Donkey Kong, un jeu d'arcade créé par Nintendo, sorti en juillet 1981, est le premier jeu à permettre de sauter au-dessus des obstacles et des trous, ce qui en fait le premier vrai jeu de plates-formes.
Jeu de plates-formes à défilement horizontal
Le premier jeu de plates-formes à utiliser un écran défilant est Jump Bug (en) (1981), un petit jeu de plates-formes/tir développé par Alpha Denshi. En août 1982, Taito sort Jungle King qui comporte des sauts défilants et des séquences où le joueur doit sauter au-dessus d'obstacles. Namco fait passer une nouvelle étape aux jeux de plates-formes défilants avec Pac-Land (1984) qui sort plusieurs années après l'apparition du genre et est une évolution des jeux de plate-forme précédents, aspirant à être plus qu'un simple jeu de saut d'obstacles. Il ressemble beaucoup aux jeux postérieurs comme Wonder Boy ou Super Mario Bros. et les a probablement influencé directement. Il avait également un défilement multi-couches horizontal,.
Jeu de rythme
Dance Aerobics (en) sort en 1987 et permet aux joueurs de créer de la musique en marchant sur le périphérique Power Pad de Nintendo. Il est rétrospectivement considéré comme le premier jeu d'action rythmique, bien que PaRappa the Rapper (1996) ait également été considéré comme le premier jeu de rythme et dont le modèle de base constitue la référence des jeux suivants du genre. En 1997, Beatmania de Konami provoque l'apparition d'un marché pour les jeux de rythme au Japon. La division musique de l'entreprise, Bemani, sort plusieurs jeux de musique dans les années suivantes.
Shoot 'em up (« Abats-les tous »)
Space Invaders est fréquemment cité comme étant le premier jeu du genre,. Il place le joueur face à plusieurs ennemis qui descendent du haut de l'écran de plus en plus vite. Comme chez les shoot 'em up suivants, le jeu a lieu dans l'espace car la technique disponible à l'époque ne permettait que de faire un fond noir. Le jeu introduit également l'idée de donner au joueur un nombre limité de « Vies ». Space Invaders est un succès commercial colossal, provoquant une pénurie de pièces de monnaie au Japon,. L'année suivante, Galaxian de Namco fait évoluer le genre avec des modèles d'ennemis plus complexes et des graphismes plus riches,.
Jeu d'infiltration
Le premier jeu basée sur l'infiltration est 005 (1981) de Sega,,. Le premier jeu d'infiltration à succès est cependant Metal Gear (1987) de Hideo Kojima, le premier de la série des Metal Gear. Il est suivi par Metal Gear 2: Solid Snake (1990) qui enrichit considérablement le genre, puis par Metal Gear Solid (1998).
Jeu d'horreur de survie
Le genre de jeu d'horreur de survie commence avec la sortie de Resident Evil (1996) de Capcom qui invente le terme de survival horror et défini le genre,. Le jeu s'inspire d'un précédent jeu d'horreur de Capcom, Sweet Home (1989).
Jeu d'horreur psychologique
Silent Hill (1999) est reconnu comme s'éloignant des jeux d'horreur de survie inspirés d'éléments de films d'horreur de série B et pour tendre vers un style plus psychologique comme dans les films d'art ou les films d'horreur japonais en raison de l'accent mis sur l'atmosphère dérangeante plutôt que sur une horreur viscérale. Le jeu original Silent Hill est considéré comme l'un des jeux les plus effrayants de tous les temps et Silent Hill 2 (2001), à l'histoire développée, a fait de la série l'une des plus influentes du genre. Project Zero (2001) se distingue par le fait que le joueur explore un manoir et prend des photographies de fantômes afin de les vaincre,.
Visual novel
Le visual novel (litt. « roman visuel »), est un type de fiction interactive développé au Japon au début des années 1990. Comme son nom le suggère, le visual novel a généralement une interactivité limitée, car la plupart des interactions avec les joueurs sont limitées à un clic sur un texte ou sur les graphiques.

## Philosophie
Gestion au plus juste
Philosophie générique de gestion de processus dérivée principalement du Système de production Toyota (d'où le terme toyotisme également répandu) et identifié comme « au plus juste » seulement dans les années 1990,.

## Biologie, chimie, et science biomédicale

Structure chimique de la méthamphétamine.

Agar-agar

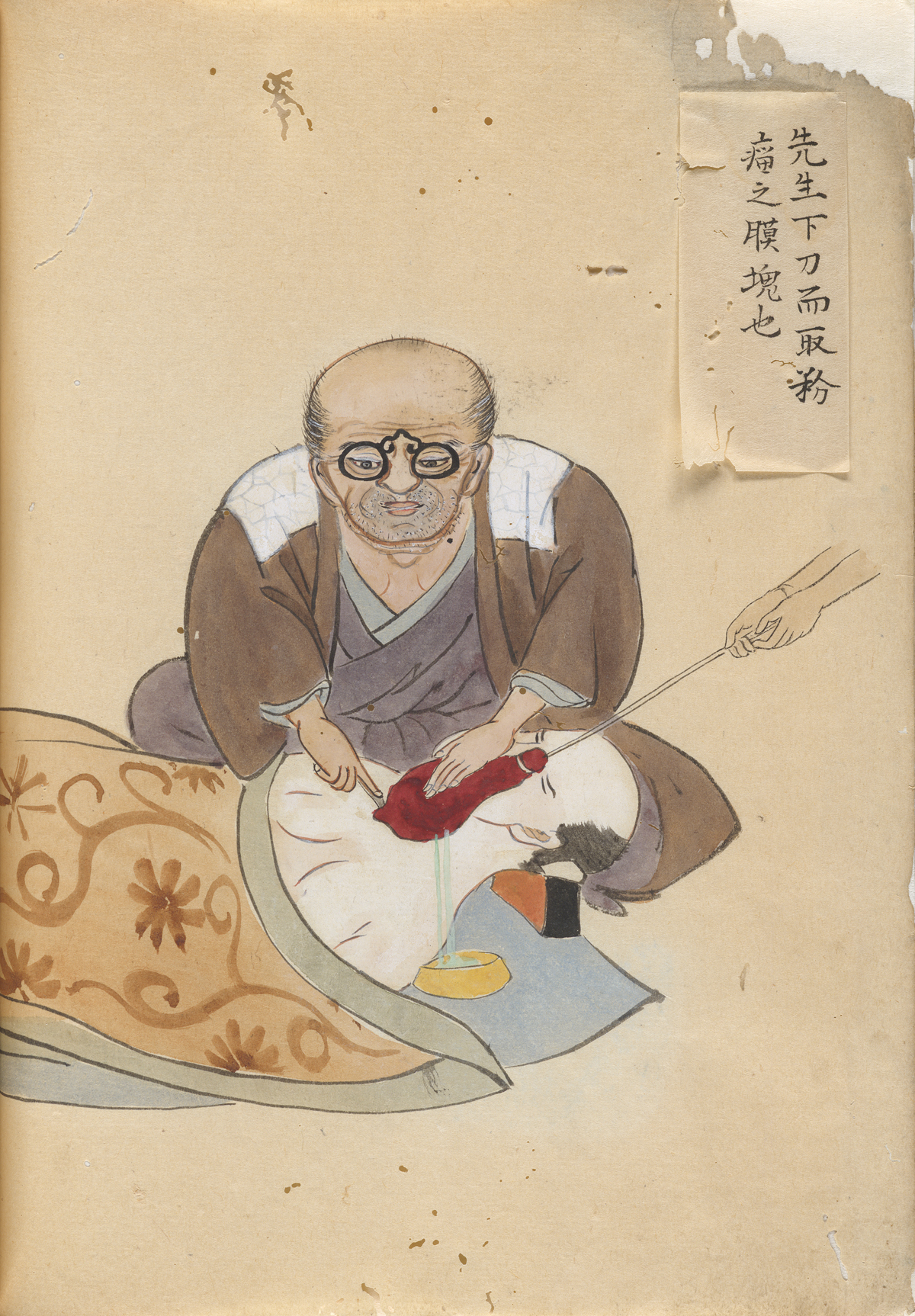
Image tirée de Recueil de chirurgie (Kishitsu geryō zukan) de Hanaoka Seishū.

L'Agar-agar est découvert au Japon vers 1658 par Mino Tarōzaemon.
Anesthésie générale
Hanaoka Seishū est le premier chirurgien au monde à utiliser l'anesthésie générale pendant une opération en 1804, et le premier qui ose opérer des cancers du sein et de l'oropharynx, de retrait de l'os nécrotique et des amputations au Japon.
Endoscopie digestive haute
Mutsuo Sugiura (en) est un ingénieur japonais célèbre pour avoir développé une caméra-gastro. Son histoire a fait l'objet du documentaire Project X: Challengers: The Development of a Gastro-camera Wholly Made in Japan. Sugiura sort diplômé de l'université polytechnique de Tokyo en 1938 puis rejoint l'entreprise Olympus Corporation. Alors qu'il travaille pour cette compagnie, il développe l'endoscopie digestive haute en 1950.
Machine Chi (en)
Appareil d'exercice physique inventé par le scientifique Shizuo Inoue.
Takadiastase
Une forme de diastase qui résulte de la croissance, du développement et de la nutrition d'un champignon microscopique distinct connu sous le nom d'Aspergillus oryzae. Takamine Jōkichi développe la méthode utilisée pour l'extraction à la fin du XIXe siècle.
Cardiographie vectorielle (en)
Tarō Takemi (en) invente la cardiographie vectorielle en 1939.
Aspergillus oryzae
Le génome de l'Aspergillus oryzae est séquencé et publié par un consortium de sociétés japonaises de biotechnologies fin 2005.
Synthèse de l'éphédrine
L'éphédrine, appelée má huáng (麻黄) dans la médecine chinoise traditionnelle, est connue en Chine depuis la dynastie Han. Cependant, ce n'est qu'en 1885 que la synthèse chimique de l'éphédrine est réalisée par le chimiste organique japonais Nagai Nagayoshi.
Épinéphrine (Adrénaline)
Le chimiste japonais Takamine Jōkichi et son assistant Keizo Uenaka découvrent l’épinéphrine en 1900,. En 1901, Takamine réussit à isoler et à purifier l'hormone des glandes surrénales des moutons et des bœufs.
Immunoglobuline E (IgE)
L'immunoglobuline E est un type d'anticorps seulement présent chez les mammifères. Elle est simultanément découverte en 1966-7 par deux groupes indépendants l'un de l'autre : l'équipe de Kimishige Ishizaka à l'institut de recherche sur l'asthme infantile et à l'hôpital de Denver et par Gunnar Johansson et Hans Bennich à Uppsala, en Suède. Leur article commun est publié en avril 1969.
Cellule souche pluripotente induite
Découverte en 2006-07 par Shinya Yamanaka.
Méthamphétamine
La méthamphétamine est synthétisée pour la première fois à partir de l'épinéphrine au Japon en 1894 par Nagai Nagayoshi. En 1919, le chlorhydrate de méthamphétamine est synthétisé par le pharmacologue Akira Ogata.
Fragment d'Okazaki
Les fragments d'Okazaki sont des fragments d'ADN courts et nouvellement synthétisés qui sont formés sur le faisceau de duplication durant la réplication de l'ADN. Ils sont complémentaires de la dernière branche, formant ensemble de courtes sections d'ADN à double brin. Une série d'expériences conduit à la découverte des fragments d'Okazaki. Les expériences sont menées dans les années 1960 par Reiji Okazaki (en), Tsuneko Okazaki, Kiwako Sakabe, et leurs collègues lors de leurs recherches sur la réplication de l'ADN de l'escherichia coli. En 1966, Kiwako Sakabe et Reiji Okazaki démontrent pour la première fois que la réplication de l'ADN est un processus discontinu impliquant des fragments. Les chercheurs ont également étudié les fragments au cours de leurs recherches, y compris durant l'étude de la réplication de l'ADN du bactériophage dans l'escherichia coli.
Photocatalyse
Akira Fujishima (en) découvre la photocatalyse sur la surface du dioxyde de titane en 1967.
Électrocardiographe portable
Tarō Takemi (en) construit le premier électrocardiographe portable en 1937.
Statine
La classe de drogues de statine est d'abord découverte par Akira Endō, biochimiste japonais travaillant pour la société pharmaceutique Sankyo. La mévastatine (en) est le premier membre découvert de la classe des statines.
Thiamine
La thiamine est la première des vitamines hydrosolubles à être décrite, conduisant à la découverte des éléments essentiels à la survie et à la notion de vitamine. Ce n'est qu'en 1884 que Takaki Kanehiro (1849-1920) attribue la cause du béribéri à un manque d'azote (carence en protéines). En 1910, le scientifique japonais Umetarō Suzuki réussit à extraire un complexe hydrosoluble de microéléments à partir de riz et le nomme acide abérique. Il publie cette découverte dans un journal scientifique japonais. Le biochimiste polonais Kazimierz Funk propose plus tard le nom de « vitamine » (une combinaison d'« amine vitale ») en 1912.
Urushiol
L'urushiol, un mélange de catéchols d'alkyle, est découvert par Rikou Majima qui découvre également que l'urushiol est un allergène membre du genre toxicodendron qui a, tout comme le sumac grimpant ou le sumac de l'ouest, des propriétés irritantes pour la peau.
Patch dentaire
Des scientifiques du Japon ont créé un mince film microscopique permettant de protéger chaque dent pour éviter les caries ou pour les rendre plus blanches. Le « patch dentaire » est un matériau résistant et ultra-flexible fabriqué à partir d'hydroxyapatite, le minéral principal de l'émail des dents, ce qui pourrait également signifier une fin des dents sensibles. « Il s'agit de la première feuille d'apatite souple du monde, que nous espérons utiliser pour protéger les dents ou réparer l'émail endommagé ».

## Finance
Contrat à terme
Le premier marché de change à terme est la bourse du riz de Dōjima au Japon dans les années 1730.

## Science culinaire

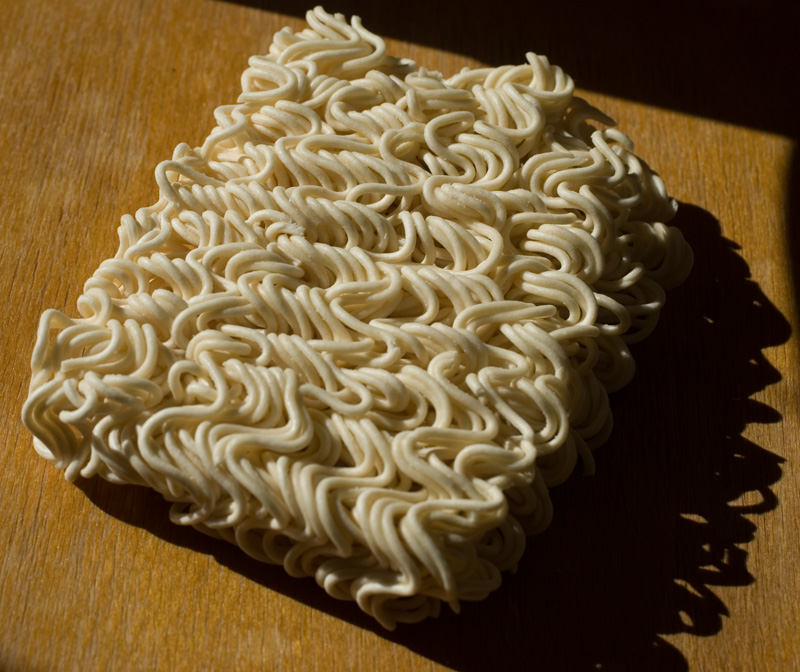
Nouilles instantanées avant ébullition.

Nouilles instantanées
Inventées par Momofuku Ando en 1958.
Glutamate monosodique
Inventé et breveté par Kikunae Ikeda.
Umami
La saveur umami est identifiée pour la première fois en 1908 par Kikunae Ikeda de l'université impériale de Tokyo pendant ses recherches sur la forte saveur du bouillon d'algues.
Sirop de maïs
Au début des années 1970, des chercheurs japonais ont trouvé comment convertir la fécule de maïs en une matière visqueuse et sucrée à forte teneur en fructose. Le sirop de maïs entre sur le marché nord-américain en 1972.

## Mathématiques

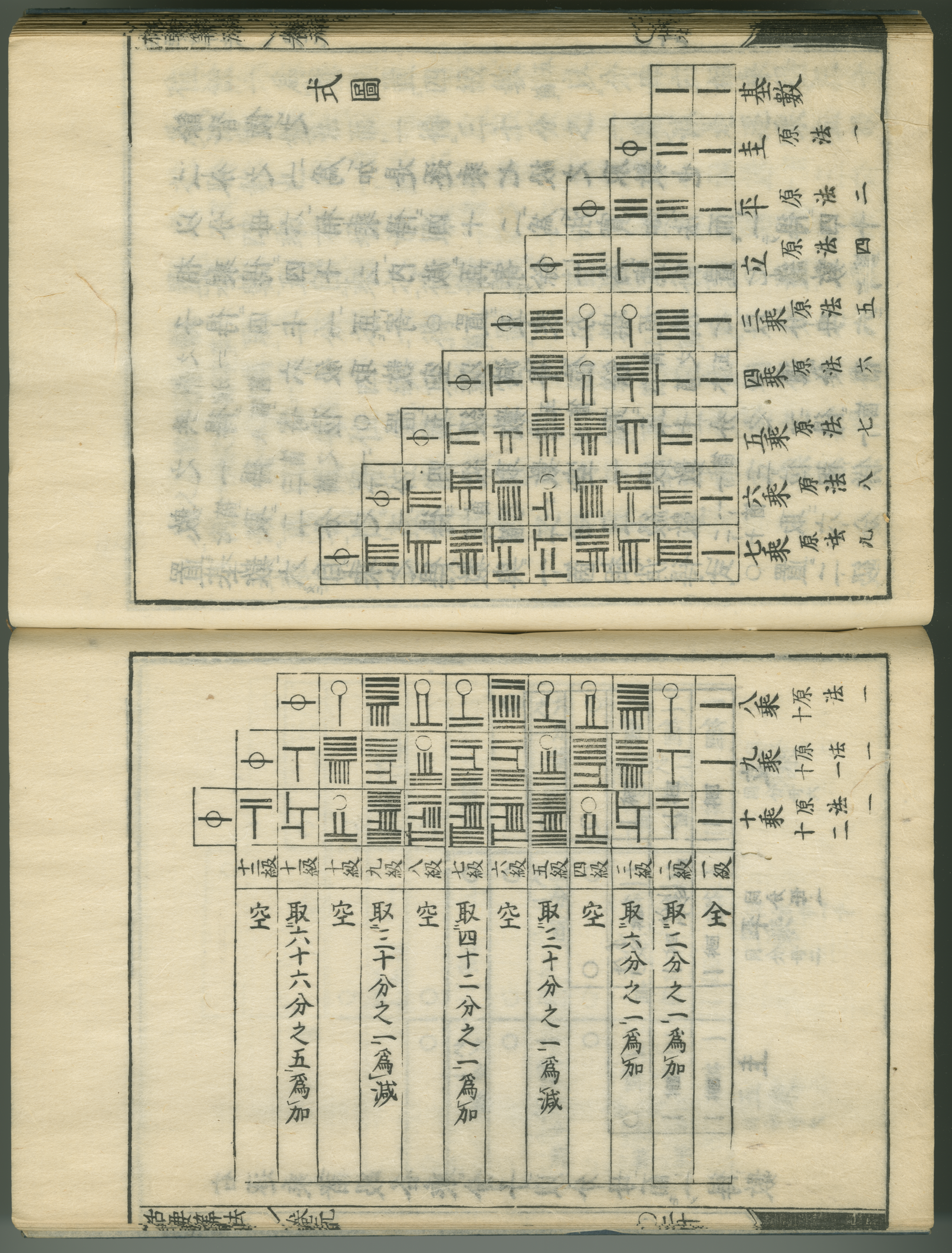
Page du Katsuyo Sampo (1712) de Seki Kōwa montrant une tabulation des coefficients binomiaux et des nombres de Bernoulli.

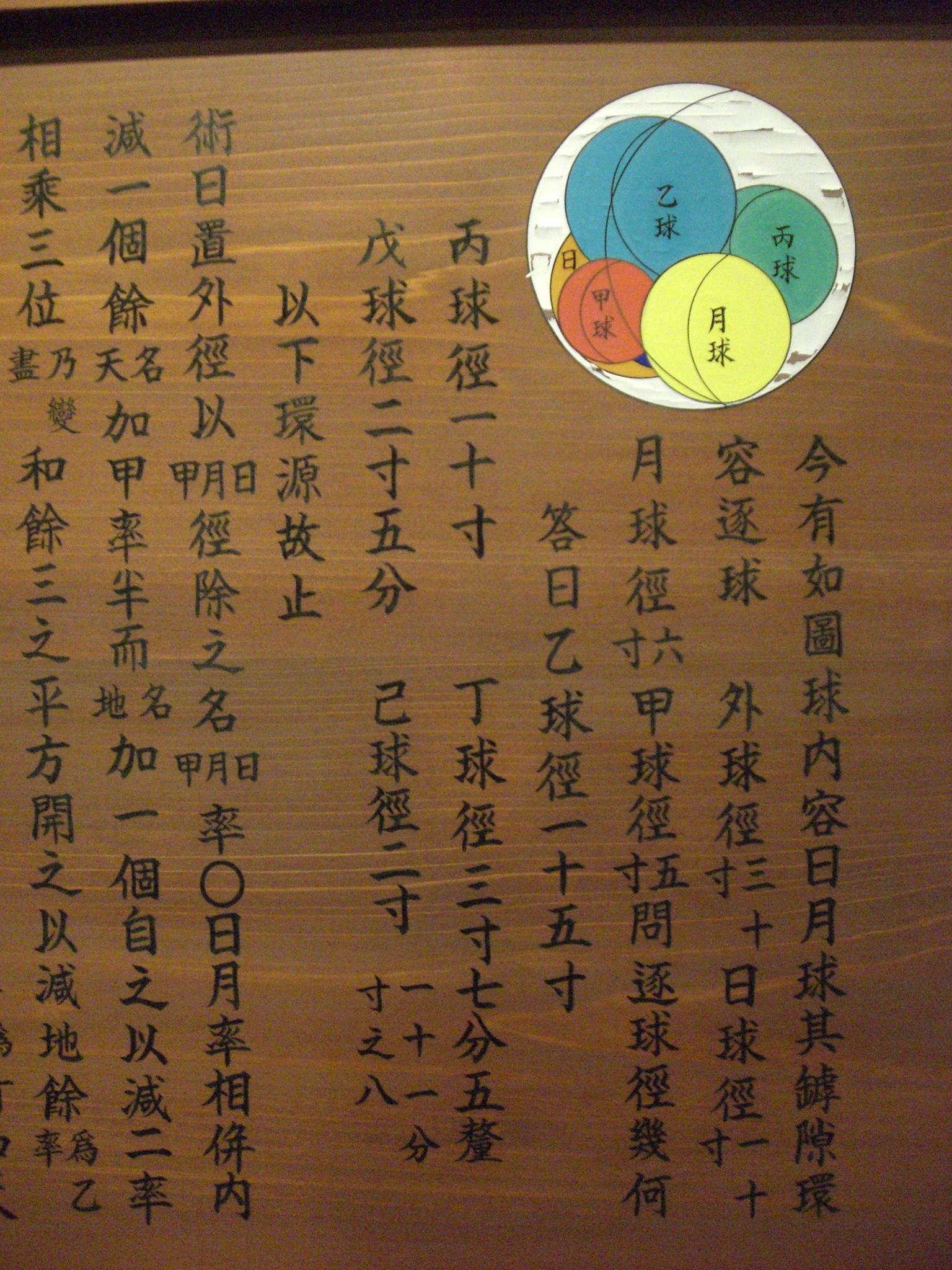
Hexlet de Soddy représentée sur une énigme sangaku de 1822. En Occident, Frederick Soddy la présentera pour la première fois en 1937.

Nombre de Bernoulli
Étudié par Seki Kōwa et publié après sa mort en 1712. Jacques Bernoulli développe de manière indépendante le concept à la même époque, mais son travail est publié un an plus tard,,.
Déterminant
Au Japon, les déterminants sont introduits pendant l'étude de l'élimination des variables dans des systèmes d'équations algébriques d'ordre supérieur. Ils sont utilisés pour donner une représentation abrégée du résultant. Le déterminant en tant que fonction indépendante est étudié pour la première fois par Seki Kōwa en 1683,.
Théorie de l'élimination et résultant
En 1683, Seki Kōwa découvre la théorie de l'élimination. Pour exprimer le résultant, il développe la notion de déterminant.
Exemple de Hironaka (en)
L'exemple de Hironaka est un collecteur complexe non-kählérien qui est une déformation (en) de la variété kählérienne découvert par Heisuke Hironaka.
Intégrale d'Itō
Développée par Kiyoshi Itō au cours du XXe siècle, l'intégrale d'Itō étend le calcul à des processus stochastiques tels que le mouvement brownien (processus de Wiener). Parmi ses résultats les plus importants figurent le changement de formule variable connu sous le nom de lemme d'Itō. L'intégrale d'Itô est largement utilisée dans divers domaines, mais est peut-être surtout connue pour son utilisation dans les mathématiques financières.
Théorie d'Iwasawa et Conjecture principale de la théorie d'Iwasawa
Initialement créée par Kenkichi Iwasawa, la théorie d'Iwasawa est développée comme une théorie des modules Galois des groupes des classes d'idéaux. La conjecture principale de la théorie d'Iwasawa est une relation profonde entre fonction L p-adic et les groupes des classes d'idéaux de l'extension cyclotomique, prouvée par Iwasawa pour les nombres premiers satisfaisant la conjecture de Vandiver et prouvée pour tous les nombres premiers par Mazur et Wiles en 1984.
Sangaku
Énigmes géométriques japonaises de géométrie euclidienne gravées sur des tablettes de bois, apparues durant la période Edo (1603-1867) et fabriquées par des membres de toutes les classes sociales. Le japonologue néerlandais Isaac Titsingh est le premier à introduire les sangaku en Occident à son retour en Europe à la fin des années 1790 après plus de vingt ans passés en Extrême-Orient.
Hexlet de Soddy
Irisawa Shintarō Hiroatsu présente pour la première fois la chaîne de Soddy (chaîne de six sphères, chacune tangente à ses deux voisines et à trois sphères mutuellement tangentes) dans une énigme sangaku en 1822. Frederick Soddy la présentera pour la première fois en 1937.
Ken-ken
Jeu mathématique dérivé du sudoku créé par le Japonais Tetsuya Miyamoto. Le jeu consiste à compléter une grille par des chiffres en les trouvant par déduction ou par calcul.
Théorème d'existence de Takagi
Le théorème d'existence de Takagi est développé par Teiji Takagi de manière indépendante pendant la Première Guerre mondiale. Il la présente au congrès international des mathématiciens en 1920.

## Physique
Modèle de Nagaoka (premier modèle saturien de l'atome)
En 1904, Hantarō Nagaoka propose le premier modèle planétaire de l'atome comme alternative au modèle atomique de Thomson. Ernest Rutherford et Niels Bohr développeront plus tard le modèle de Bohr en 1913.

## Technologie

Code QR pour l'URL de la page principale Wikipédia en anglais sur téléphone portable.

Airsoft
L'airsoft est originaire du Japon, puis s'est exporté à Hong Kong et en Chine à la fin des années 1970. L'inventeur de la première arme airsoft est Tanio Kobayashi.
Métier à tisser mécanique (en)
Sakichi Toyoda est l'inventeur de nombreuses machine à tisser. Son invention la plus célèbre est le métier à tisser automatique dans lequel il intègre le principe de jidoka (« auto-activation »). Il s'agit du métier à tisser Toyoda Type G à grande vitesse et entièrement automatique, qui permet de changer de navette sans interruption, en plus de dizaines d'autres innovations. À l'époque, c'était le métier à tisser le plus avancé du monde, offrant une amélioration spectaculaire de la qualité et une augmentation de la productivité de vingt fois supérieure.
Machine à écrire japonaise (en)
La première machine à écrire basée sur le système d'écriture japonais est inventée par Kyōta Sugimoto (en) en 1929.
Céramique de la période Jōmon
La céramique Jōmon (縄文式土器, Jōmon-shiki Doki) est un type de céramique réalisée durant la période Jōmon (approximativement de 17000 jusqu'en 300 av. J.-C.) de l'histoire du Japon. Le terme « Jōmon » (縄文) signifie « décor de cordes » en japonais du fait des motifs qui sont pressés dans l'argile. Les vases de poterie fabriqués dans le Japon ancien pendant la période de Jōmon sont généralement considérés comme les plus anciens du Japon. Des morceaux de poterie découverts dans une grotte sur la côte nord-ouest de Kyūshū remontent jusqu'à 12 700 av. J.-C. d'après les tests de datation radiométrique. Beaucoup pensent que la poterie de Jōmon a même probablement été créée avant cette date. Cependant, en raison de l'ambiguïté et des sources multiples revendiquant des dates différentes basées sur différentes techniques de datation, il est difficile de dire avec certitude à quelle époque elle aurait vraiment été créée. Certaines sources affirment des découvertes archéologiques datant du 14e millénaire avant notre ère.
Acier KS (en)
Acier résistant magnétique qui est trois fois plus résistant que l'acier au tungstène, inventé par Kōtarō Honda.
Acier MKM (en)
Alliage contenant du nickel et de l'aluminium, a été développé en 1931 par le métallurgiste japonais Tokushichi Mishima.
Aimant au néodyme
Les aimants en néodyme ont été inventés indépendamment en 1982 par General Motors et Sumitomo Special Metals.
Code QR
Le code QR, un type de code-barre matriciel, est inventé par l'entreprise Denso Corporation en 1994.
Surface podotactile
La surface podotactile originale est développée par Seiichi Miyake en 1965. Le pavage est installé pour la première fois dans une rue de la ville d'Okayama au Japon en 1967. Son utilisation s'est progressivement répandue dans le pays et dans le monde entier.
Vinalon
Seconde fibre textile industrielle créée, après le nylon. Il est développé par Ichiro Sakurada, H. Kawakami et le scientifique coréen Ri Sung-gi au centre de recherche chimique de Takatsuki en 1939 au Japon,.

### Technologie audio

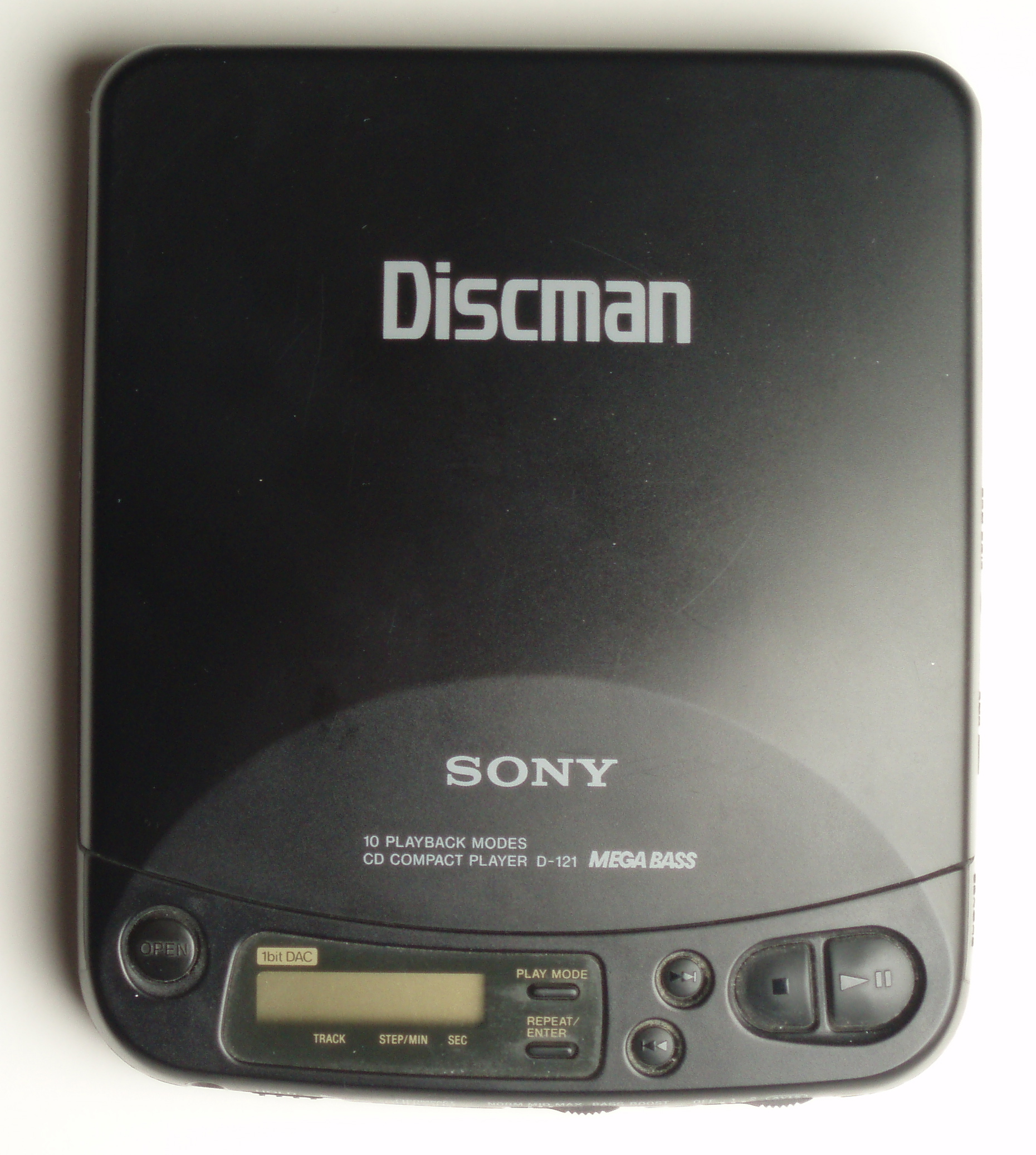
Discman D121 de Sony.

Lecteur de CD
Sony sort le premier lecteur de CD du monde, appelé CDP-101 (en) en 1982, utilisant un design de plateau coulissant pour le disque compact.
Synthèse par modélisation physique
Le premier synthétiseur de modélisation physique disponible sur le marché est le VL-1 de Yamaha en 1994.
Enregistrement numérique commercial
L'enregistrement numérique commercial est lancé au Japon par NHK et Nippon Columbia, également appelé Denon, dans les années 1960. Les premiers enregistrements numériques commerciaux sont publiés en 1971.
Karaoké
Il existe des différends concernant le véritable créateur du karaoké (signifiant « orchestre vide » en japonais). L'une des histoires est que la machine aurait été inventée par le musicien japonais Daisuke Inoue à Kobe en 1971,.
Lecteur de CD portable (en)
Le Discman de Sony, sorti en 1984, est le premier lecteur de CD portable.
Enregistrement perpendiculaire
L'enregistrement perpendiculaire est démontré à la fin du XIXe siècle par le scientifique danois Valdemar Poulsen, qui est également la première personne à démontrer que le son peut être enregistré magnétiquement. Il n'y eut pas beaucoup de progrès dans ce domaine jusqu'en 1976, lorsque le Dr. Shun-ichi Iwasaki (président de l'Institut de Technologie du Tōhoku au Japon) vérifie les avantages de densité distinctifs dans l'enregistrement perpendiculaire. Puis, en 1978, le Dr. T. Fujiwara lance un programme intensif de recherche et de développement avec Toshiba qui aboutit finalement à la perfection du support de disquette optimisé pour l'enregistrement perpendiculaire et aux premiers dispositifs de stockage magnétique disponibles dans le commerce utilisant la technique.
Enregistreur de cassette audio numérique
Heitaro Nakajima démissionne de son poste de responsable des laboratoires de recherche technique de NHK et rejoint Sony. Quatre ans plus tôt à la NHK, il avait commencé à travailler sur la numérisation du son et, deux ans après sa démission, développe le premier enregistreur audio numérique.
Synthèse voyelle-consonne (en)
Un type de synthèse hybride analogique numérique qui est utilisé pour la première fois par les claviers électroniques Casiotone au début des années 1980. Elle a pour but d'approcher le son d'autres instruments (piano, orgue, guitare, flûte, etc.) plutôt que de produire un son électronique.

### Batteries
Accumulateur lithium-ion
En 1991, Sony et Asahi Kasei sortent la première batterie commerciale au lithium-ion.

### Calculatrices

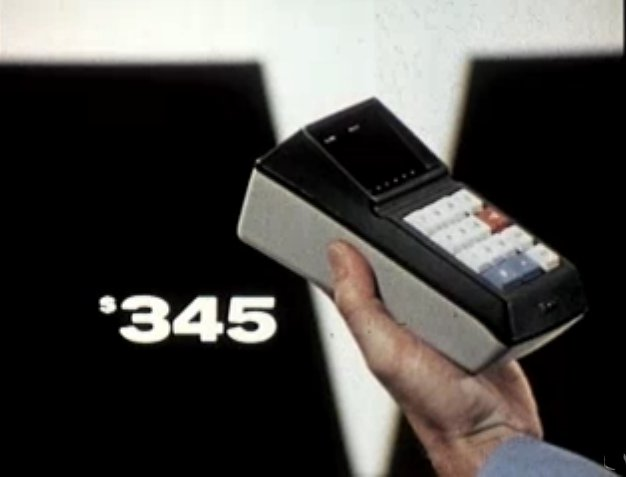
La Sharp EL-8, sortie en janvier 1971, l'une des premières calculatrices au monde.

Calculatrice portable
Les premières calculatrices portables apparaissent au Japon en 1970 et sont rapidement commercialisées à travers le monde. Il s'agit notamment de la Mini Calculatrice ICC-0081 de Sanyo, du PocketBron de Canon et de la Compet Micro QT-8B de Sharp. Sharp mit un grand effort sur la réduction de la taille et de la puissance et sort en janvier 1971 la Sharp EL-8, également commercialisée sous le nom de Facet 1111, qui est proche d'être un calculateur de poche. Il pèse environ 500 grammes, a un écran fluorescent sous vide et des batteries rechargeables NiCad. La première calculatrice électronique véritablement de poche est la Busicom LE-120A « HANDY », qui est commercialisée début 1971.

### Caméras
Appareil photographique reflex numérique
Le 25 août 1981, Sony dévoile le prototype de la première caméra vidéo, le Sony Mavica. Cette caméra électronique analogique dispose de lentilles interchangeables et d'un viseur SLR. À la photokina en 1986, Nikon révèle à son tour un prototype de caméra analogique analogique SLR, le Nikon SVC, le premier reflex numérique. Le prototype partage plusieurs fonctionnalités avec le N8008
Portapak
En 1967, Sony sort le tout premier enregistreur vidéo portable disponible au grand public. Il marque donc en ce sens le tout début du caméscope.

### Chindōgu
Le chindōgu (珍道具) est l'art japonais d'inventer des gadgets « utiles mais inutilisables ». Ces objets sont utiles puisqu'ils répondent à de petits problèmes quotidiens de la vie moderne mais se révèlent dans la pratique inutilisables du fait des nouvelles contraintes qu'ils génèrent ou du ridicule même qu'ils entraînent. Le terme « chindōgu » est inventé par Kenji Kawakami.

### Appareils électroménagers
Ventilateur sans pales (en)
Le premier ventilateur sans pales est breveté par Toshiba en 1981.

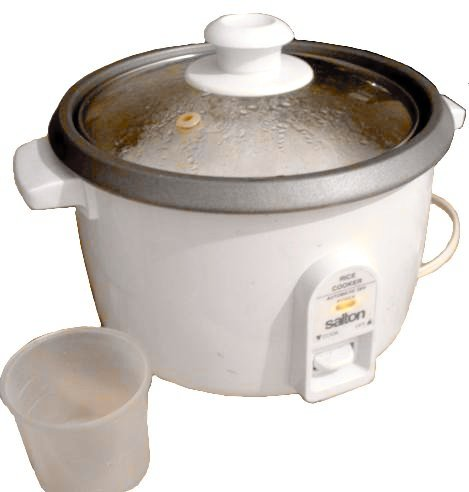
Cuiseur de riz électrique
Inventé par des ingénieurs de Toshiba à la fin des années 1940.
RFIQin (en)
Un appareil de cuisson automatique, inventé par Mamoru Imura (en) et breveté en 2007,.

### Électronique

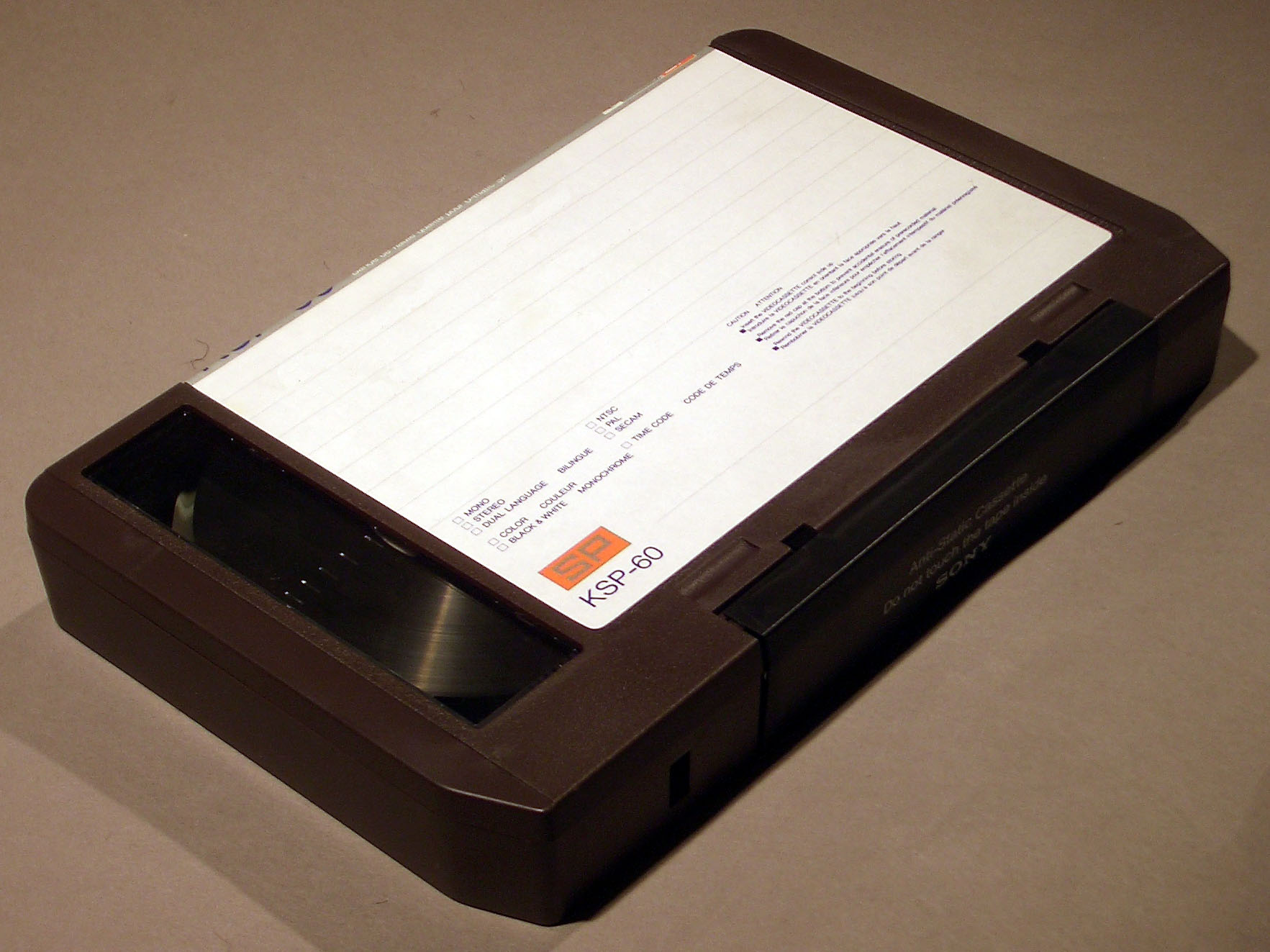
Cassette U-matic de Sony.

Circuit intégré en verre
Shunpei Yamazaki invente un circuit intégré entièrement fabriqué à partir de verre et avec un processeur 8 bits.
Processeur en plastique
Shunpei Yamazaki invente un processeur fabriqué entièrement en plastique.
Magnétoscope
Les premières machines (le lecteur de vidéocassette VP-1100 et le magnétoscope VO-1700) à utiliser le premier format de cassette vidéo, U-matic, sont produites par Sony en 1971.
Radiocommande
Futaba sort le FP-T2F en 1974 qui est le premier à utiliser un volant sur une radiocommande. KO PROPO (en) sort le EX-1 en 1981 qui intègre une roue avec une poignée de pistolet (en) avec sa gâchette agissant comme accélérateur. Cela est devenu l'un des deux types d'émetteurs radiocommandés actuellement en usage,.

### Contrôleurs de jeu vidéo
Croix directionnelle
En 1982, Gunpei Yokoi de Nintendo élabore l'idée d'un bloc circulaire, en le réduisant et en modifiant les points en forme de croix pour contrôler les personnages à l'écran dans leur jeu portable Donkey Kong. L'invention s'est révélée très utile pour les jeux suivants de Game and Watch. Ce modèle particulier est finalement breveté. En 1984, la société japonaise Epoch sort une console portable appelée Epoch Game Pocket Computer (en) qui présente également un bloc circulaire directionnel mais ne connait pas de succès en son temps et disparaît rapidement. Initialement destinée à n'être utilisée que pour les jeux de la console portable Game & Watch, Nintendo réalise que l'invention de Gunpei serait également appropriée pour les consoles de salon et fait de la croix directionnelle le contrôle directionnel standard de la NES.
Contrôleur par détection de mouvement
Inventée par Nintendo pour la Wii, la télécommande Wii est la première manette capable de détecter les mouvements. Elle est listée comme l'une des possibles meilleures inventions de 2006 par le Time.

### Robotique

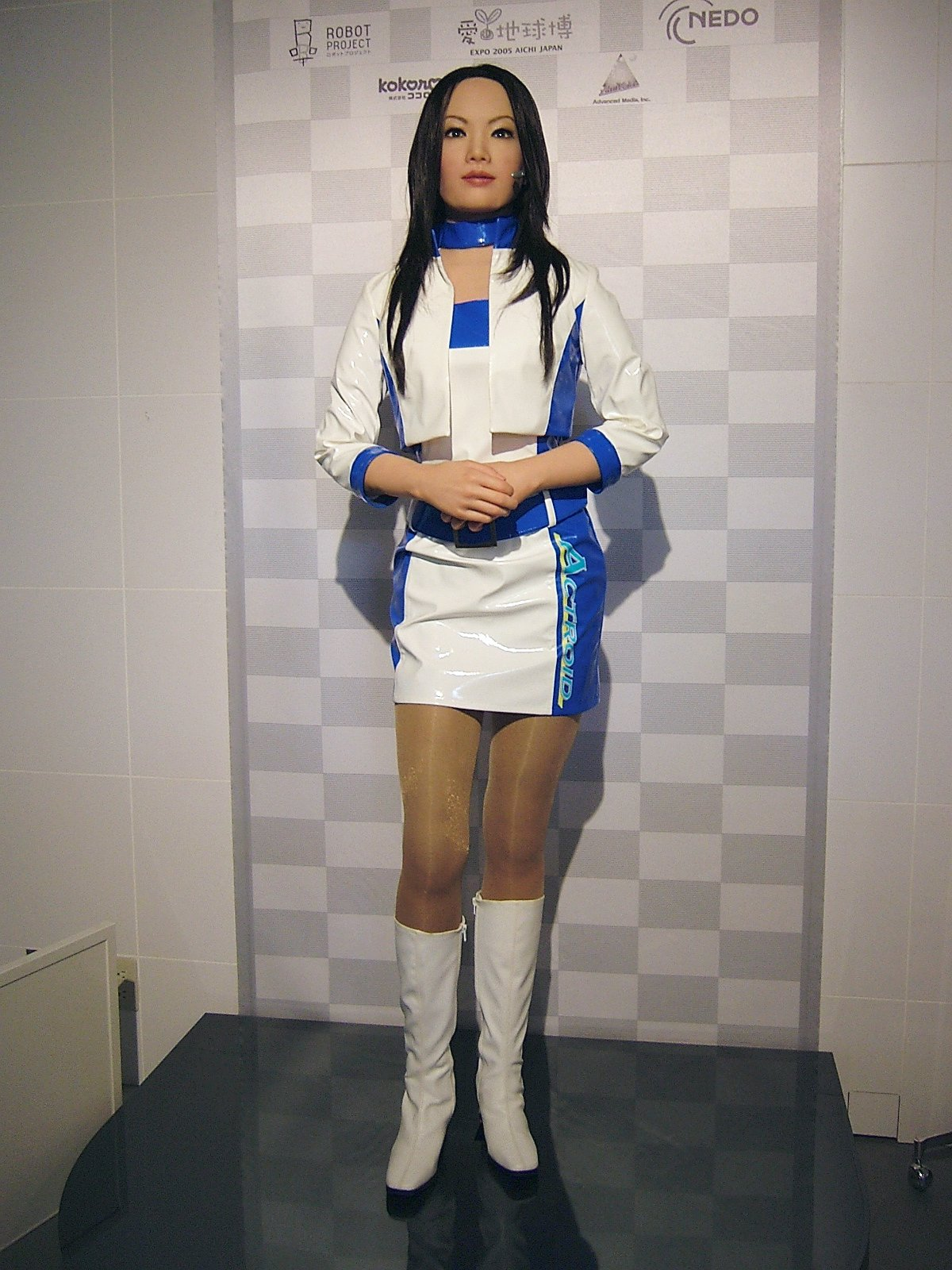
DER-01, une japonaise (androïde destiné à être très visuellement similaire aux humains).

Androïde
Le premier androïde du monde, DER 01, est développé par un groupe de recherche japonais, The Intelligent Robotics Lab, dirigé par Hiroshi Ishiguro à l'université d'Osaka et Kokoro Co., Ltd. L'actroïde (en) est un robot humanoïde avec une forte ressemblance humaine développé par l'université d'Osaka et fabriqué par Kokoro Company Ltd (la division animatronique de Sanrio). Il est présenté lors de l'exposition internationale de robotique de 2003 à Tokyo. La femme actroïde est le premier exemple d'une machine réelle semblable à celle des machines de fiction appelées androïde ou gynoïde, termes jusqu'ici utilisés uniquement pour des robots qui ne cherchaient pas à ressembler aux humains. Il peut imiter des fonctions humaines telles que le clignotement des yeux, la parole et la respiration. Les modèles Repliee sont des robots interactifs qui disposent de la capacité de reconnaître et de traiter la parole et de répondre en conséquence,,.
Karakuri ningyō
Poupées mécaniques ou automates fabriquées au Japon du XVIIe siècle au XIXe siècle. Le mot karakuri signifie « mécanisme » ou « astuce ». Les mouvements de la poupée constituent une forme de divertissement. Il existe trois principaux types de karakuri : Butai karakuri (舞台からくり, karakuri de scène) utilisés au théâtre, Zashiki karakuri (座敷からくり, karakuri pour les pièces à tatami), sont petits et réservés à la maison, et Dashi karakuri (山車からくり, karakuri pour festival), sont utilisés dans les festivals où les poupées servent à exécuter des reconstitutions de mythes et légendes traditionnels.
Robot ninja
Inventé par Shigeo Hirose (en), il est capable d'escalader des bâtiments et des pentes montagneuses dans le but d'installer des pitons dans le sol afin d'éviter les glissements de terrain.
Membre d'assistance hybride
Le premier prototype d'assistance hybride est inventé par Yoshiyuki Sankai (en), professeur à l'université Tsukuba. Fasciné par les robots, et alors étudiant en troisième année, Sankai s'est efforcé de fabriquer un costume robotique pour « aider les humains ». En 1989, après avoir reçu son doctorat en robotique, il commence le développement du prototype. Il passe trois ans, de 1990 à 1993, à tracer les neurones qui gouvernent le mouvement des jambes. Il lui faut quatre ans à lui et son équipe pour finaliser l'appareil.

### Exploration de l'espace
Spectre à voile solaire interplanétaire
L'IKAROS, le premier vaisseau spatial à voile solaire interplanétaire au monde est lancé par l'agence d'exploration aérospatiale japonaise le 21 mai 2010.

### Technique de stockage de donnée
Disque Blu-ray (avec d'autres pays)

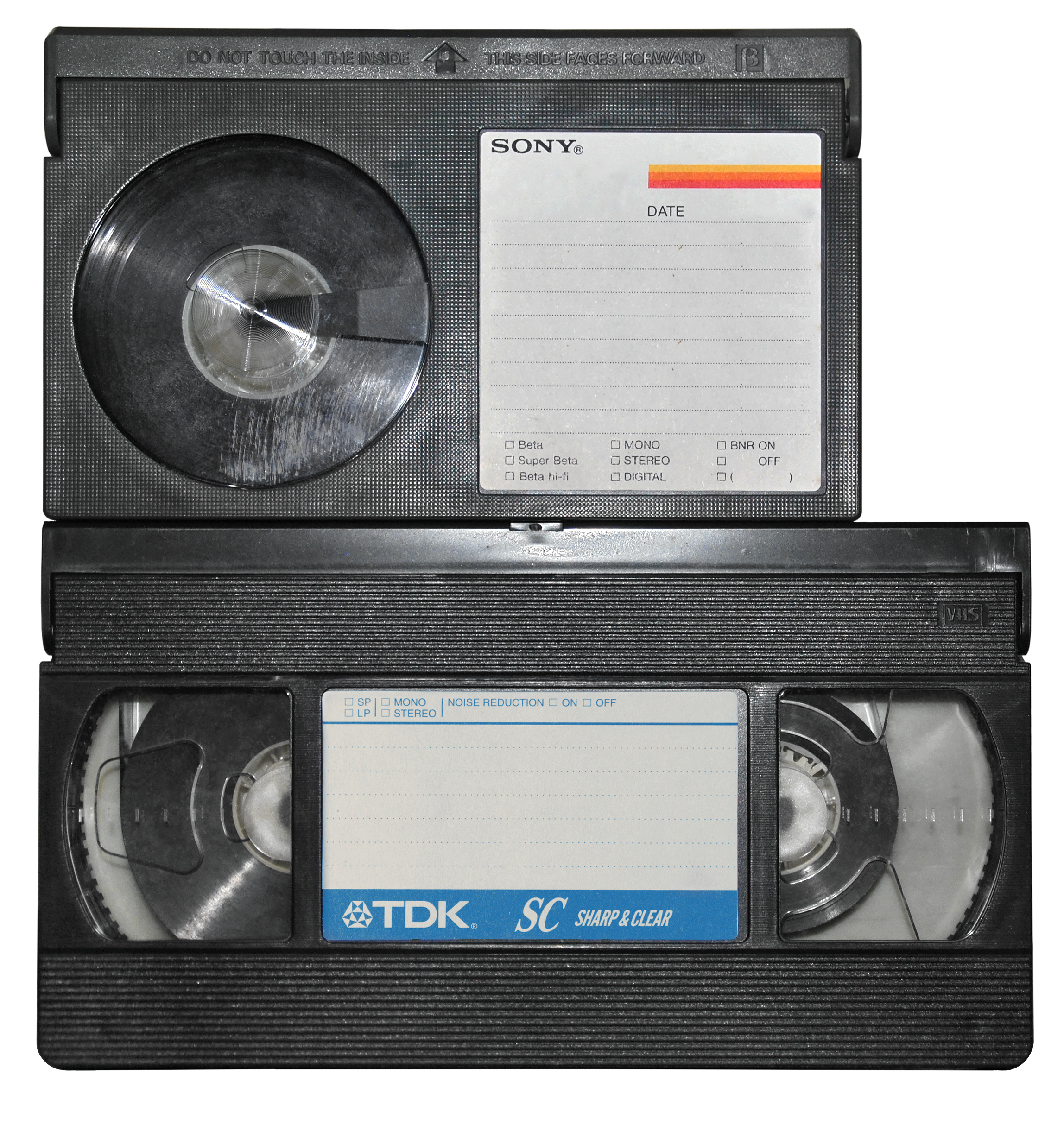
La Betamax (en haut) et la VHS (en bas) sont créés respectivement par les entreprises japonaises Sony et JVC.

Après l'invention de Shuji Nakamura de diodes à laser bleu (en) utilisables, Sony débute deux projets d'application : l'UDO (Ultra Density Optical) et le DVR Blue (avec Pioneer), un format de disques réinscriptibles qui finira par devenir le disque Blu-ray. L'association du Blu-ray (en) est fondée par le MIT et neuf autres entreprises : cinq japonaises, deux coréennes, une néerlandaise et une française.
CD (avec Philips)
Le CD est développé conjointement par Philips (Joop Sinjou) et Sony (Toshitada Doi). Sony sort un disque audio numérique optique en septembre 1976. En septembre 1978, l'entreprise sort un disque audio numérique optique avec un temps de lecture de 150 minutes, et avec des spécifications de fréquence d'échantillonnage de 44,056 Hz, une résolution linéaire 16 bits, un code correcteur entrelacé, qui sont similaires à ceux du CD qu'elle sort en 1982.
Laser bleu (en)
En 1992, l'inventeur japonais Shuji Nakamura invente la première LED bleue.
DVD (avec Philips)
Le DVD, développé en 1995, est le fruit d'une coopération entre trois entreprises japonaises (Sony, Toshiba et Panasonic) et une néerlandaise (Philips).
Mémoire flash
La mémoire flash (NOR et NAND) est inventée par le Dr. Fujio Masuoka (en) alors employé par Toshiba vers 1980,.
Betamax
La Betamax est une cassette vidéo analogique à bande magnétique commercialisée par Sony le 10 mai 1975.
VHS
La VHS est inventée en 1973 par Yuma Shiraishi et Shizuo Takano qui travaillent pour JVC.

### Horlogerie

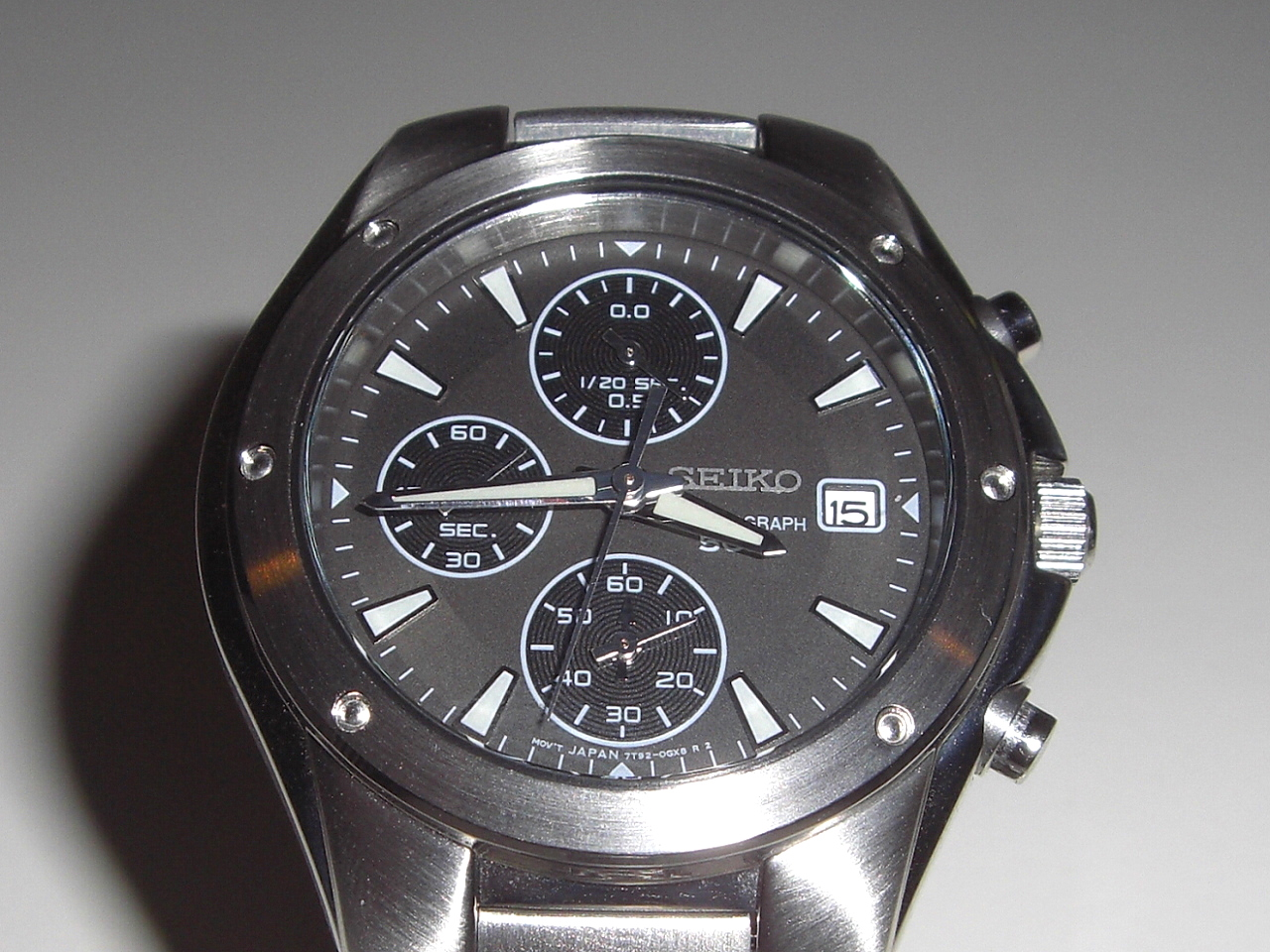
Une montre-bracelet à quartz Seiko disposant de la fonction chronomètre (mouvement 7T92).

Quartz automatique
La première montre à combiner l'auto-remontage avec un oscillateur à cristaux pour le chronométrage est présentée par Seiko en 1986.
Horloge Millénaire
L'Horloge Millénaire est une horloge universelle conçue par l'inventeur japonais Hisashige Tanaka en 1851. Elle appartient à la catégorie des horloges japonaises appelées Wadokei.
Montre à quartz
Le premier prototype de montre à quartz du monde, la Seiko Astron, est présentée au public en 1967 au Japon où elle était en développement depuis 1958. Elle est commercialisée en 1969.
Spring Drive (déplacement de l'aiguille sans à-coups)
Un mouvement conçu par Yoshikazu Akahane travaillant pour Seiko en 1977 et qui est breveté en 1982. Il présente un véritable balayage continu, plutôt que des battements traditionnels par unité de temps, comme on le voit avec les montres mécaniques traditionnelles et la plupart des montres à quartz.

### Transport

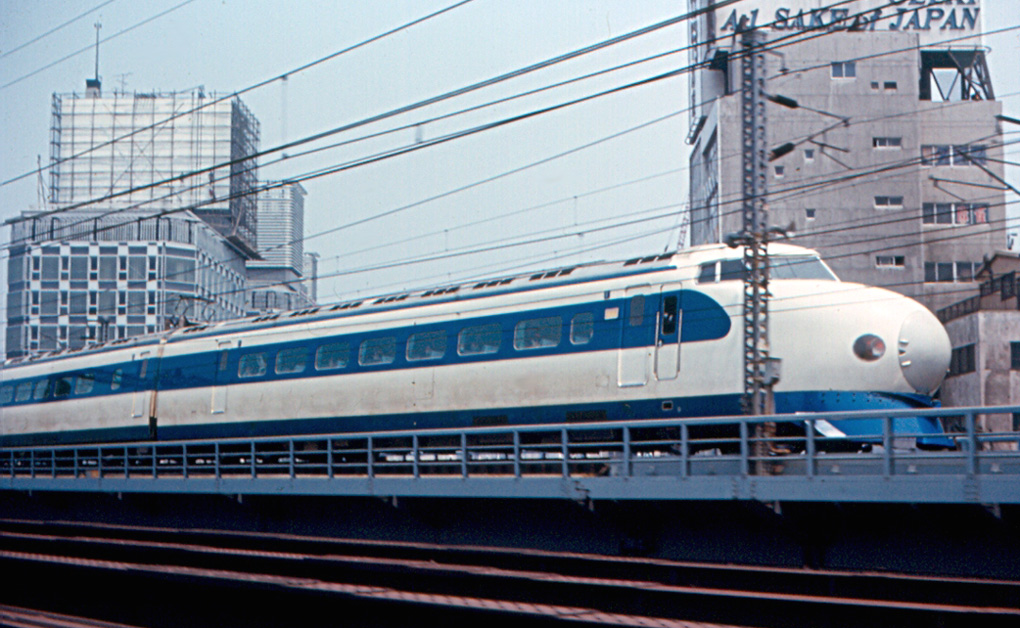
Un Shinkansen à Tokyo en 1967.

Porte-avions
Le porte-avions Hōshō est le premier bâtiment de guerre au monde à avoir été conçu pour remplir spécifiquement ce rôle. Il est mis en service en 1922 dans la marine impériale japonaise. Il participe avec son groupe aéronaval à la guerre de Shanghai de 1932 et aux premiers combats de la seconde guerre sino-japonaise fin 1937.
Shinkansen (premier train à grande vitesse)
Le premier train à grande vitesse (initialement 12 voitures maximum) est le Tōkaidō Shinkansen au Japon, qui a officiellement ouvert ses portes en octobre 1964, après une construction commencée en avril 1959. Le Shinkansen série 0, construit par Kawasaki Heavy Industries, a atteint la vitesse record de 210 km/h pour un train de passagers sur la ligne Tokyo-Nagoya-Kyoto-Osaka, avec des essais précédents atteignant des vitesses supérieures en 1963 à 256 km/h.
Transmission à variation continue à commande électronique
Début 1987, Subaru lance la Justy à Tokyo qui dispose d'une transmission électronique à variation continue développée par Fuji Heavy Industries, propriétaire de Subaru.
Véhicule à hydrogène
En 2014, Toyota lance le premier véhicule à pile à combustible à hydrogène, la Toyota Mirai. Elle a une autonomie de 502 km et il lui faut environ cinq minutes pour refaire le plein. Le prix de vente initial est d'environ 7 millions de yens (69 000 $).
Keijidōsha
Une catégorie de petites automobiles, comprenant des voitures particulières, des fourgonnettes et des camionnettes. Elles sont conçues pour bénéficier d'avantages variés et en particulier de taxes et de primes d'assurances réduites, et sont exemptées dans les zones rurales de l'obligation de certifier qu'un stationnement adéquat est disponible pour le véhicule,.
Escalator en spirale
Mitsubishi Electric dévoile le premier escalator en spirale en 1985 qui a l'avantage de prendre moins d'espace que ses homologues conventionnels.

### Armes
Ballon-bombes
Armes expérimentales lancées par le Japon en 1944-45 durant la Seconde Guerre mondiale.
Katana

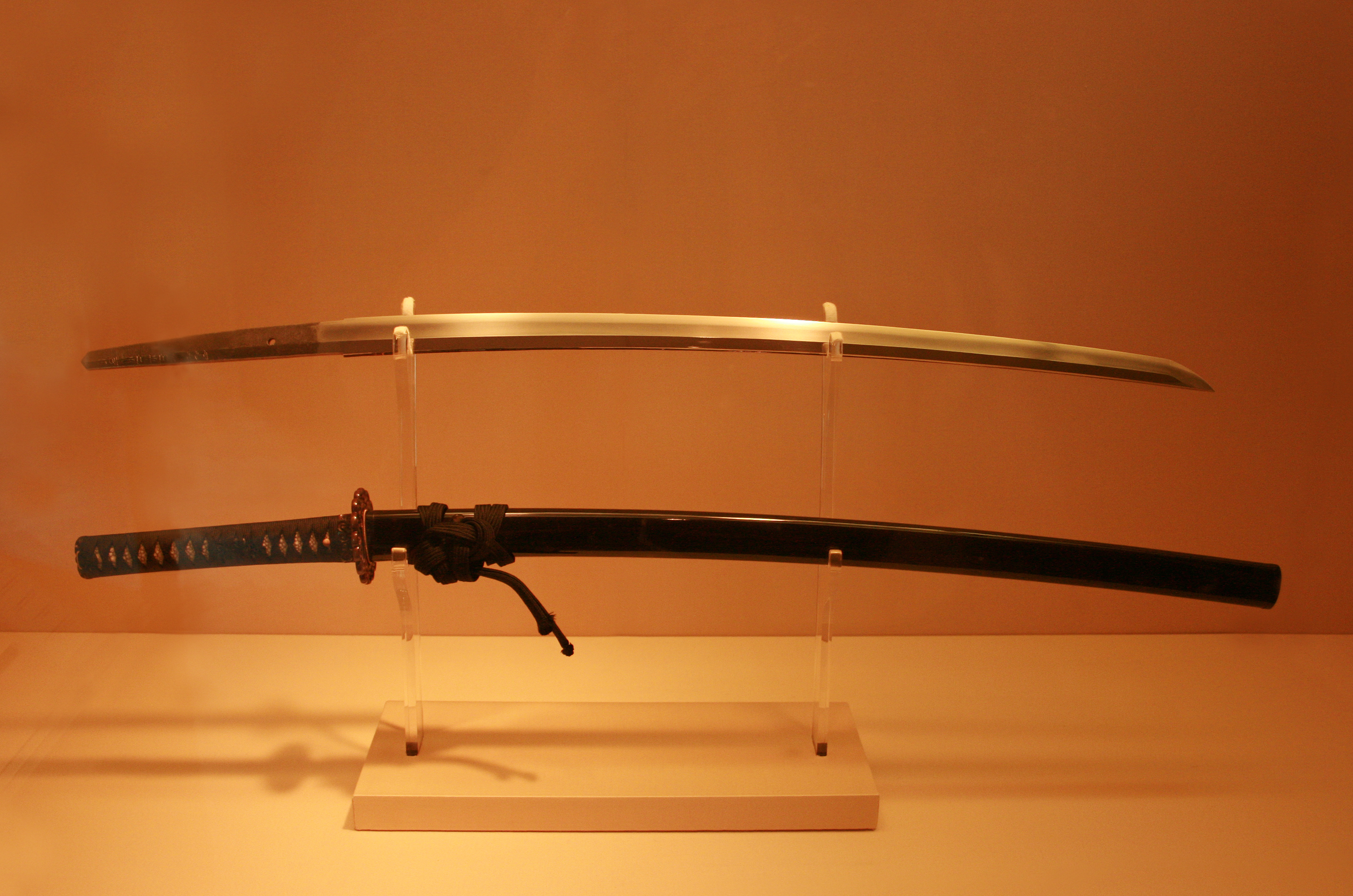
Un katana.

Le katana date de l'époque de Muromachi (1392-1573) en raison de l'évolution des conditions de combat nécessitant des temps de réponse plus rapides. La katana facilite cela en étant porté avec la lame vers le haut, ce qui permet aux samouraïs de dégainer leur lame et de trancher leur ennemi dans un mouvement unique. Auparavant, l'épée incurvée du samouraï était portée avec la lame vers le bas. La possibilité de dégainer et de trancher en un même mouvement est devenue de plus en plus utile dans la vie quotidienne du samouraï.
Shuriken
Le shuriken est inventé pendant la guerre de Gosannen en tant qu'arme dissimulée, principalement dans le but de distraire une cible.

### Transmission sans fil
Communications par combustion de météore
La première observation d'interaction entre les météores et la propagation radio est signalée par Hantarō Nagaoka en 1929.
Antenne Yagi
L'antenne Yagi-Uda est inventée en 1926 par Shintaro Uda de l'université impériale du Tōhoku avec la collaboration de Hidetsugu Yagi. Celui-ci publie la première référence en anglais sur l'antenne dans un article de 1928 sur la recherche sur les ondes courtes au Japon et l'antenne est associée à son nom. Cependant, Yagi a toujours reconnu la contribution principale d'Uda à la conception, et le vrai nom pour l'antenne est, comme ci-dessus, « antenne Yagi-Uda » (ou « réseau Yagi-Uda »).

### Écriture et correction

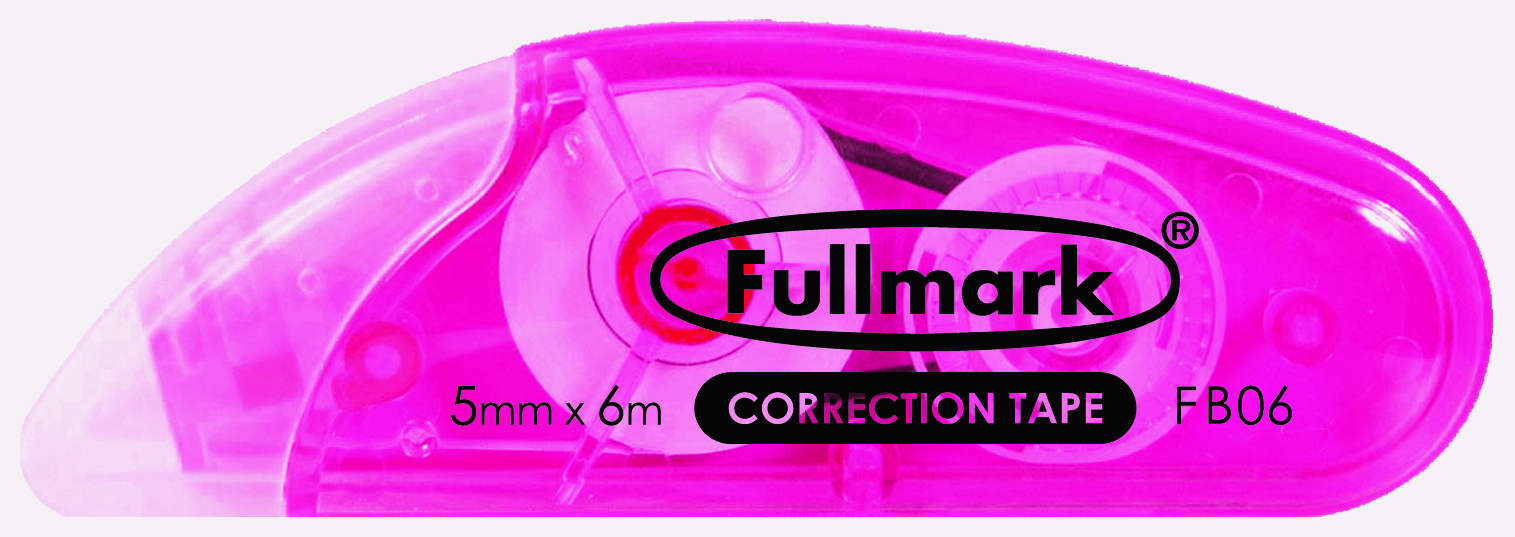
Modèle B en rose.

Souris correctrice (en)
La souris correctrice est inventée en 1989 par l'entreprise japonaise Seed comme alternative au correcteur liquide.
Stylo à gel (en)
Le stylo à gel est inventé en 1984 par Sakura.
Stylo roller
Le premier stylo roller est inventé en 1963 par la société japonaise Ohto (en).

## Autres
Neige artificielle
Les premiers flocons de neige artificiels sont créés par Ukichiro Nakaya en 1936, trois ans après sa première tentative.
Boisson énergisante
La première boisson énergisante commercialisée est le Lipovitan en 1962 et vendue comme un alicament pour hommes d'affaires.
Café en canette
Le café en canette est inventé en 1965 par Miura Yoshitake, propriétaire d'un café à Hamada.
Emoji
Le premier emoji est créé en 1998 ou 1999 au Japon par Shigetaka Kurita.
Dakimakura
Genre de grand coussin large comme un oreiller commun mais long d'environ 1,50 mètre souvent à décoration érotique.
Sampuru
Des assiettes remplies de nourriture en plastique sont inventées après la capitulation du Japon de 1945. Les Occidentaux voyageant au Japon avaient alors du mal à lire les menus japonais et, pour remédier à cela, les artisans japonais ont commencé à fabriquer des faux plats à base de cire pour que les étrangers puissent facilement commander quelque chose qui leur semblait appétissant.
Toilettes japonaises
Toilettes avec de nombreuses options comme jet d'eau avec régulation de la pression et de la température, séchoir à air chaud, lunette chauffante se déclenchant par détecteur de présence, options de massage, ajustement des jets d'eau, ouverture automatique de la lunette, ventilation anti-odeur, chasse d'eau automatique après usage, panneau de contrôle sans fil, chauffage et climatisation pour les pièces, chronomètres décomptant le temps d'utilisation, ou encore lunette fluorescente visible dans le noir.
Imageboard
Les premiers imageboards sont créés au Japon. Des versions en anglais, tels que 4chan, sont plus tard créés.
Système Yoshizawa-Randlett
Le système Yoshizawa–Randlett est un système de diagramme utilisé pour les modèles d'origami. Il est développé par Akira Yoshizawa en 1954 puis plus tard amélioré par Samuel Randlett (en) et Robert Harbin (en).
Textboard
Les textboards, comme les imageboards, sont inventés au Japon. Cependant, contrairement aux imageboards, les textboards sont relativement inconnus en dehors du Japon.
Pointage-et-appel
Méthode de sécurité au travail pour permettre d'éviter les erreurs en désignant les indicateurs importants et en désignant leur état à voix haute. Faire des gestes et indiquer ces actions à voix haute permet en effet de rester concentré sur sa tâche. Cette méthode a vu le jour au Japon au début du XXe siècle, avec les conducteurs de trains indiquant à voix haute l'état des signaux. Le geste de la main ne fut ajouté que quelques décennies plus tard. Une étude de 1994 du Railway Technical Research Institute montre que cette technique réduit les erreurs de près de 85 % lors d'une tâche simple. Le Japon est un des seuls pays au monde à appliquer ce système, principalement dans le ferroviaire. La non-adoption de ce système en Occident viendrait de la sensation des employés occidentaux de se sentir « stupides » en exécutant les gestes et les appels requis.